# Ручейки (Забайкальский край)
Ручейки́ — посёлок в Читинском районе Забайкальского края России. Входит в сельское поселение «Верх-Читинское».

## География
Расположен на правобережье реки Читы (в 1,5 км к западу от основного русла), в 6 км к северо-востоку от центра сельского поселения, села Верх-Чита, в 800 метрах к северо-западу от автодороги местного значения Верх-Чита — Бургень.

## История
В 1966 г. указом президиума ВС РСФСР поселок подсобного хозяйства госконюшни переименован в Ручейки.

## Население
| 2010 | 2021 |
| ---- | ---- |
| 42   | ↗45  |